# Endlich Gardasee!
Endlich Gardasee! ist ein deutscher Fernsehfilm der Relevant Film Produktions GmbH im Auftrag der ARD Degeto Film aus dem Jahr 2018.

## Handlung
Eva glaubt ihren Ohren nicht zu trauen: Oma Lotti will ihren Heinz verlassen?! Nach über 40 Jahren Ehe hat Lotti plötzlich genug von ihrem Heinz. Die Rentnerin möchte sich trennen und sucht eine eigene Wohnung. Ein Entschluss, der auch mit Herrn Schmidt zu tun hat, denn er war Lottis ehemaliger Chef. Zwar ist Herr Schmidt gerade verstorben und Lotti schwört, dass zwischen ihnen alles rein platonisch lief, doch entpuppt Herr Schmidt sich als jahrelanger, heimlicher Schwarm. Um ihre Oma zur Vernunft zu bringen, tritt Enkeltochter Eva mit Lotti eine Reise an. Das könnte richtig vergnüglich werden, wären da nicht Evas eigene Männerprobleme. Und so wird aus einem geplanten Kurztrip an die Ostsee plötzlich ein Roadtrip nach Italien.

## Produktion
Endlich Gardasee! ist eine Produktion der Relevant Film im Auftrag der ARD Degeto. Gedreht wurde vom 11. Oktober bis zum 14. November 2017 in Meran, Südtirol und Hamburg. Die Redaktion liegt bei Katja Kirchen. Das Drehbuch stammt von Sophia Krapoth nach einer Romanvorlage von Sabine Heinrich.

## Rezeption

### Einschaltquote
Quotenmeter schrieb zur Erstausstrahlung am 14. Oktober 2018: „Spielfilme gegen Fußball: Nur Das Erste hat damit Erfolg. Ab 20.15 Uhr zeigte Das Erste erstmals ‚Endlich Gardasee!‘ Die Liebeskomödie interessierte mit ihrer Premiere immerhin 3,97 Millionen Zuschauer und damit sehenswerte 13,8 Prozent aller Fernsehenden. Selbst beim jungen Publikum ließ sich das Abschneiden mit 0,60 Millionen Interessenten und 7,0 Prozent sehen.“

### Kritiken
Die Frankfurter Allgemeine schrieb zur Erstausstrahlung am 12. Oktober 2018 im Feuilleton: „Cornelia Froboess muss man einfach für jede Rolle lieben. Selbst wenn sie als reife Dame ihr Leben durch die flotte Lotte dreht, um sich doch noch in eine Bella Signorina zu verwandeln, wie in der Komödie ‚Endlich Gardasee!‘. […] Und trotzdem ist da von der ersten Minute an eine Faszination, denn ständig fallen Sätze, die man allesamt glaubt. Das liegt an der phänomenalen Leistung der beiden Darstellerinnen Cornelia Froboess als Oma Lotti und Julia Nachtmann als ihre erfrischend planlose Enkelin Eva – und vielleicht an der Entschlossenheit der Regisseurin Ulrike Grote, den Schauspielerinnen derart viel Freiraum zu geben.“
Die Rheinische Post fasst in ihrem Fernsehtipp den Inhalt des Films folgendermaßen zusammen: „Charmant machen den angenehm leichten, aber keineswegs seichten Film vor allem drei Dinge: der Sehnsuchtsort Gardasee, die Musik der 50er Jahre – und natürlich Cornelia Froboess. Sie feiert am 28. Oktober 2018 ihren 75. Geburtstag, und in dieser Rolle scheint sie ganz in ihrem Element zu sein. Denn Lotti wollte ihr Leben lang an den Gardasee und verehrt die Filmdiva Sophia Loren, über die sie jede Zeile in den Illustrierten liest.“
Die Redaktion des Lexikon des internationalen Films vergab einen von fünf Sternen und urteilte: „Betuliche (Fernseh-)Komödie, die nie recht in Schwung kommt und sich mit überflüssigen Handlungsstationen selbst aus dem Tritt bringt. Auch eine ernsthafte Auseinandersetzung mit den Themen der Trennung und Hilflosigkeit im Alter findet in der oberflächlichen Harmonieseligkeit nicht statt.“